# BGMFK
BGMFK est un groupe de rap créé en 2011 à Washington DC aux États-Unis. 
Il est composé de cinq membres : Micky R, Troy, Jey Rspct Me, Yvy Realkiller et Rickbeatz. Le groupe se fait connaître en 2016 avec le clip Malembe.

## Historique
Malembe, leur premier hit, va attirer l’attention de Pierre-Emerick Aubameyang, de Booba.
A la tête d’un label indépendant, Club Classique, BGMFK finalise un deal avec la maison de disque de My Major Company, Beaucoup Music, pour le développement international de leur carrière.
En 2018, ils signent avec le label Universal Music Africa, et sortent des singles tel que « Panique pas », avec Locko ou encore « Issa Vibe » avec Mr Eazy.
Yvy quitte le groupe en juillet 2020 à la suite de problèmes avec d'autres membres du groupe.

## Discographie

### Albums Studio
- 2016 : System
- 2017 : System Reloaded
- 2018 : 2417[9] (2018)

### Singles
- 2016 : Ça Irra
- 2016 : Malembe
- 2016 : Encaisse Seulement
- 2016 : Loin
- 2017 : Aya (en collaboration avec Hiro)
- 2017 : My love
- 2017 : Tupac
- 2018 : Issa Vibes (en collaboration avec Mr Eazy)
- 2018 : Matrice
- 2018 : Nubia (en collaboration avec ADB)
- 2018 : Oka
- 2019 : Cartel
- 2020 : Beni[10]